# Ennenbach
Ennenbach ist ein Ortsteil der Gemeinde Ruppichteroth im Rhein-Sieg-Kreis.

## Geographie
Der Weiler liegt in einer Höhe von etwa 260 m ü. NHN auf dem Nutscheid. Nachbarorte sind Rotscheroth im Osten und Kesselscheid im Westen. Nördlich liegt Ruppichteroth, südlich die Herchener Höhe.

## Geschichte
1809 hatte der Ort 42 katholische und 14 lutherische Einwohner.
1910 waren für Ennenbach die Haushalte Tagelöhner Wilhelm Ahr, Ackerer Bertram Lückeroth, Ackerer Heinrich Müller, Schreiner Wilhelm Rödder sowie die Ackerer Arnold, Franz Peter und Peter Wilhelm Stommel verzeichnet.